# Kormilovskij rajon
Il Kormilovskij rajon (in russo Кормиловский район?) è un rajon dell'Oblast' di Omsk, nella Russia asiatica; il capoluogo è Kormilovka. Istituito nel 1924, ricopre una superficie di 1.908,23 chilometri quadrati e consta di una popolazione di circa 26.000 abitanti.